# العلاقات العراقية الكورية الشمالية
العلاقات العراقية الكورية الشمالية هي العلاقات الثنائية التي تجمع بين العراق وكوريا الشمالية.

## مقارنة بين البلدين
هذه مقارنة عامة ومرجعية للدولتين:
| وجه المقارنة                                              | العراق                       | كوريا الشمالية                        |
| --------------------------------------------------------- | ---------------------------- | ------------------------------------- |
| المساحة (كم2)                                             | 437.07 ألف                   | 120.54 ألف                            |
| عدد السكان (نسمة)                                         | 38.27 مليون                  | 25.49 مليون                           |
| الكثافة السكانية (ن./كم²)                                 | 87.56                        | 211.47                                |
| العاصمة                                                   | بغداد                        | بيونغيانغ                             |
| اللغة الرسمية                                             | اللغة العربية، اللغة الكردية | لغة كوريا الشمالية القياسية ‏          |
| العملة                                                    | دينار عراقي                  | وون كوري شمالي                        |
| الناتج المحلي الإجمالي (بليون دولار)                      | 197.72 مليار                 |                                       |
| الناتج المحلي الإجمالي (تعادل القوة الشرائية) بليون دولار | 560.73 مليار                 |                                       |
| الناتج المحلي الإجمالي الاسمي للفرد دولار أمريكي          | 4.94 ألف                     |                                       |
| الناتج المحلي الإجمالي للفرد دولار أمريكي                 | 15.06 ألف                    |                                       |
| مؤشر التنمية البشرية                                      | 0.654                        |                                       |
| رمز المكالمات الدولي                                      | +964                         | +850                                  |
| رمز الإنترنت                                              | .iq                          | .kp                                   |
| المنطقة الزمنية                                           | ت ع م+03:00، ت ع م+04:00     | ت ع م+08:30، ت ع م+08:30، ت ع م+09:00 |

## منظمات دولية مشتركة
يشترك البلدان في عضوية مجموعة من المنظمات الدولية، منها:
| علم المنظمة | اسم المنظمة              | تاريخ انضمام العراق | تاريخ انضمام كوريا الشمالية |
| ----------- | ------------------------ | ------------------- | --------------------------- |
|             | الأمم المتحدة            | 21 ديسمبر 1945      | 17 سبتمبر 1991              |
|             | الاتحاد الدولي للاتصالات | 12 نوفمبر 1928      | ?                           |
|             | الاتحاد البريدي العالمي  | ?                   | ?                           |
|             | يونسكو                   | 21 أكتوبر 1948      | 18 أكتوبر 1974              |

## وصلات خارجية
- موقع وزارة الخارجية العراقية
- موقع وزارة الخارجية الكورية الشمالية